# Suimanga dels Uluguru
El suimanga dels Uluguru (Anthreptes neglectus) és un ocell de la família dels nectarínids (Nectariniidae).

## Hàbitat i distribució
Habita boscos clars, localment a les terres baixes, sobre tot costaneres, del sud-est de Kenya, nord-est de Tanzània i nord de Moçambic.